# Loppersum
Loppersum est un village et une commune des Pays-Bas, située dans la province de Groningue. Elle compte 11 000 habitants et sa superficie est de 112 km2.
Loppersum dans sa forme actuelle n'existe que depuis 1990, lors de la fusion des municipalités de Stedum, 't Zandt, Middelstum et Loppersum. La jeune commune a un blason, mais pas de drapeau, on y utilise donc le drapeau national. La municipalité compte beaucoup de petites églises. Pourtant l'église de Loppersum est une curiosité.
Comme la plupart des municipalités à Groningue, Loppersum est rurale. On y trouve beaucoup d'agriculteurs. Il n'y a pas d'autoroute dans la région, seulement une route nationale de Groningue au port régional. Il y a deux gares, Loppersum et Stedum, sur le trajet de Groningue à Delfzijl, avec deux trains par heure.

## Communes limitrophes
| Het Hogeland |                             | Delfzijl   |
|              | Loppersum                   |            |
|              | Groningue, Midden-Groningue | Appingedam |

## Lien externe

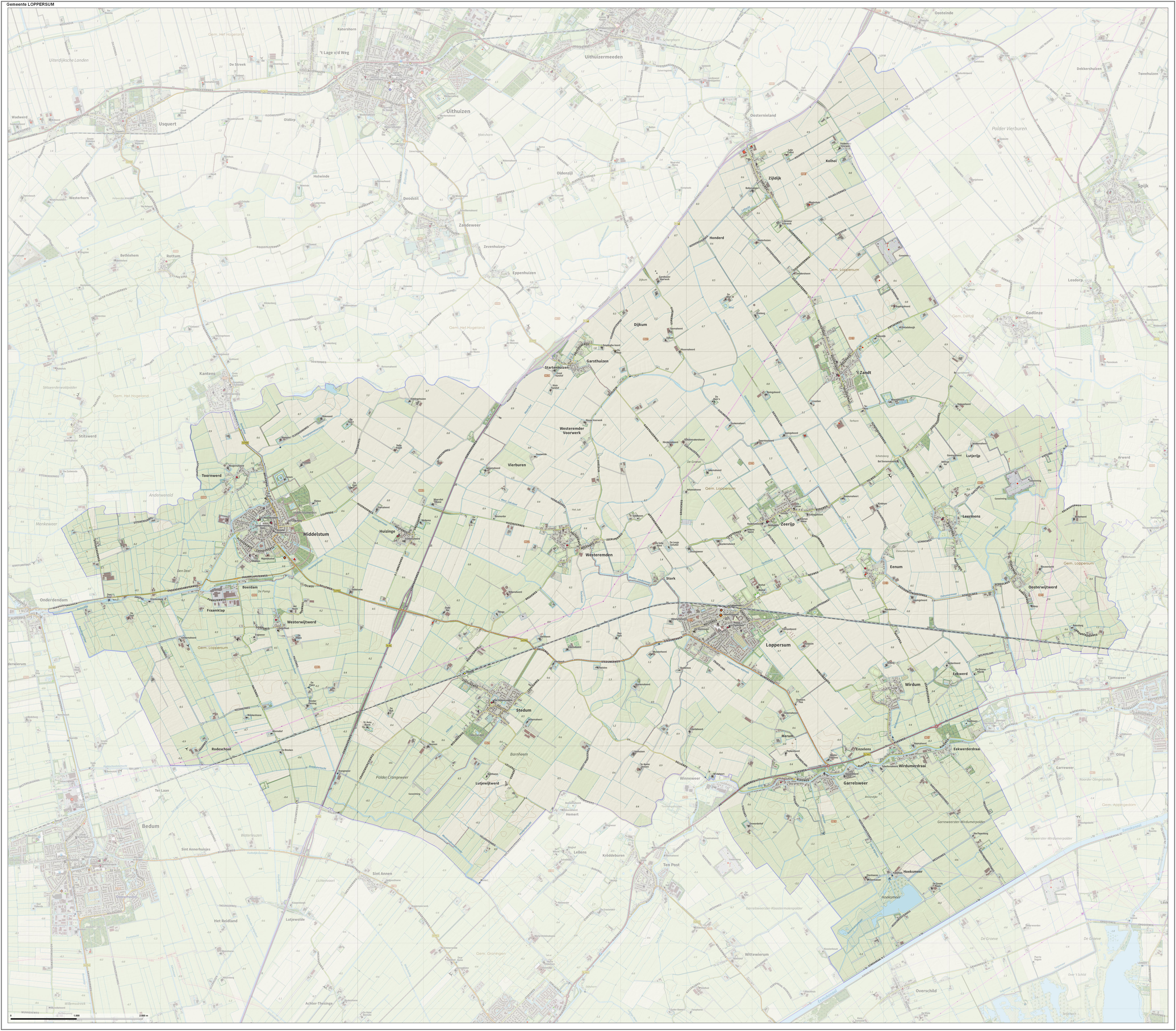
Plan détaillé de la commune de Loppersum